# SS City of Berlin
Сити оф Берлин (англ. SS City of Berlin) — британский трансатлантический лайнер компании Inman Line, получившим в 1875 году Голубую Ленту Атлантики. Кроме того, он был крупнейшим действующим пассажирским судном в течение шести лет, за исключением бездействующего Great Eastern. Построенный компанией Caird & Company в Шотландии, City of Berlin был флагманом Inman Line в течение тринадцати лет, пока City of New York не был введен в эксплуатацию в 1888 году. Он служил в Inman Line до 1893 года, когда Inman был объединен c American Line, и управлялась своими новыми владельцами как на линиях American Line, так и на линиях Red Star Line до 1898 года.
Позже был продан правительству США и находился на службе до окончания Первой мировой войны.